# Contea di Benton (Missouri)
La contea di Benton (in inglese Benton County) è una contea dello Stato del Missouri, negli Stati Uniti. La popolazione al censimento del 2000 era di 17 180 abitanti. Il capoluogo di contea è Warsaw